# La Oroya
La Oroya è un comune del Perù, situato nella regione di Junín e capoluogo della provincia di Yauli.